# Shaun Banks
Žan Podgornik, bolje znan pod umetniškim imenom Shaun Banks, je slovenski glasbenik, multiinštrumentalist in one man band. 
Na nastopih vse inštrumente istočasno igra sam.  Prvotno je v country žanru izdal singel »Goodbye« in album »The Unwanted Love Letter«, kasneje pa se je preusmeril v rock žanre. v katerih je do zdaj izdal dva singla – »What Are You Looking For« ter »Little Birdie«. Pesmi piše sam, snema in producira pa jih v svojem imporviziranem domačem studiu. 

## Diskografija
Singli
- »Goodbye« (2018)
- »What Are You Looking For« (2020)
- »Little Birdie« (2020)

Albumi
- »The Unwanted Love Letter« (2018)